# Dissochaeta divaricata
Dissochaeta divaricata là một loài thực vật có hoa trong họ Mua. Loài này được G. Don mô tả khoa học đầu tiên.